# Кронин, Джеймс Уотсон
Джеймс Уо́тсон Кро́нин (англ. James Watson Cronin; 29 сентября 1931, Чикаго, США — 25 августа 2016, Сент-Пол, Миннесота, США) — американский физик-экспериментатор, лауреат Нобелевской премии по физике (1980, совместно с Валом Логсдоном Фитчем) «за открытие нарушений фундаментальных принципов симметрии в распаде нейтральных K-мезонов».

## Биография
Родился в семье аспиранта, изучавшего греческий язык и литературу. Семья переехала в Даллас, где отец будущего учёного стал профессором классической филологии в Южном методистском университете. Кронин поступил в этот же университет, где изучал физику и математику, и окончил его в 1951 году. Затем он поступил в аспирантуру Чикагского университета, где занимался экспериментальной ядерной физикой под руководством Сэмюэла Аллисона, и в 1955 году получил степень доктора философии.
После защиты диссертации работал в Брукхейвенской национальной лаборатории в группе Родни Кула и Ореста Пиччиони. Здесь он познакомился с Валом Фитчем, который в 1958 году пригласил Кронина на физический факультет Принстонского университета. Он проработал в Принстоне до 1971 года, когда получил должность профессора физики Чикагского университета.
Скончался от осложнений, возникших после падения.

## Научные результаты
Научные исследования Кронина относятся к физике элементарных частиц, ядерной физике, физике космических лучей.
В Принстоне внёс значительный вклад в развитие детекторных технологий, усовершенствовав искровую камеру и использовав её для измерения с высокой точностью траекторий заряженных частиц. Эти детекторы были установлены на брукхейвенском синхротроне AGS (Alternating Gradient Synchrotron), где в 1963 году Кронин с коллегами зафиксировали распад нейтральных каонов на два пиона, что стало свидетельством нарушения CP-инвариантности в слабых взаимодействиях. Иными словами, слабые взаимодействия нарушают не только симметрию зарядового сопряжения C между частицами и античастицами и симметрию чётности P, но также и их комбинацию, что представляет большое значение для объяснения преобладания материи над антиматерией во вселенной. За это достижение Кронин и Вал Фитч в 1980 году были удостоены Нобелевской премии по физике.
Исследовал распады гиперонов и рождение мюонов, определил полное эффективное сечение рассеяния пионов на протонах. В 1970 году он предложил простой эксперимент по измерению рождения частиц с большим поперечным импульсом и в последующее десятилетие в серии опытов детально изучил такие процессы, служившие проявлением партон-партонного рассеяния. В 1982 году в ЦЕРНе он измерил время жизни нейтрального пиона.
С середины 1980-х годов ученый переключился на исследования механизма ускорения и состава космических лучей сверхвысоких энергий. Попытки выяснить, существуют ли точечные источники этих лучей, привели к созданию большой системы детекторов CASA–MIA. Этот эксперимент позволил исключить существенный вклад точечных источников в генерацию космических лучей сверхвысоких энергий. Для их дальнейшего изучения по предложению Кронина и Алана Уотсона в Аргентине была создана Обсерватория имени Пьера Оже, в работе которой принимает участие большая коллаборация учёных из многих стран. В обсерватории был получен ряд важных результатов, в частности доказано существование пороговой энергии (cutoff energy) частиц, возникающей из-за их взаимодействия с реликтовым излучением.

## Личная жизнь
Был женат дважды. Первая жена Аннет Мартин умерла в июне 2005 от осложнений, вызванных болезнью Паркинсона. В ноябре 2006 он женился на Кэрол Чамплин. От первого брака у него было 3 ребёнка — две дочери Кэтрин и Эмили и сын Дэниел. В мае 2011 дочь Кэтрин умерла от лейкемии в возрасте 54 лет.

## Награды и отличия
- Член Национальной академии наук США (1970)[5].
- Премия Эрнеста Лоуренса (1976).
- Медаль Джона Прайса Уэзерилла (John Price Wetherill Medal, 1976).
- Нобелевская премия по физике (1980).
- Премия Куонтрелла за искусство в работе со студентами (Quantrell Award for Excellence in Undergraduate Teaching, 1994).
- Национальная научная медаль США (1999).
- Орден Почётного легиона.
- Иностранный член Лондонского королевского общества (2007)[6], Российской академии наук (2003)[7] и других научных обществ мира.

## Основные публикации
- Christenson J.H., Cronin J.W., Fitch V.L., Turlay R. Evidence for the {\displaystyle 2\pi } Decay of the {\displaystyle K_{2}^{0}} Meson // Physical Review Letters. — 1964. — Vol. 13. — P. 138—140. — doi:10.1103/PhysRevLett.13.138.
- Cronin J.W., Frisch H.J., Shochet M.J., Boymond J.P., Piroué P.A., Sumner R.L. Production of hadrons at large transverse momentum at 200, 300, and 400 GeV // Physical Review D. — 1975. — Vol. 11. — P. 3105—3123. — doi:10.1103/PhysRevD.11.3105.
- Antreasyan D., Cronin J.W., Frisch H.J., Shochet M.J., Kluberg L., Piroué P.A., Sumner R.L. Production of hadrons at large transverse momentum in 200-, 300-, and 400-GeV p−p and p-nucleus collisions // Physical Review D. — 1979. — Vol. 19. — P. 764—778. — doi:10.1103/PhysRevD.19.764.
- Кронин Дж. В. Нарушение CP-симметрии. Поиск его истоков (Нобелевская лекция) // Успехи физических наук. — 1981. — Т. 135. — С. 195—211.
- Atherton H.W., Bovet C., Coet P., Desalvo R., Doble N., Maleyran R. Direct measurement of the lifetime of the neutral pion // Physics Letters B. — 1985. — Vol. 158. — P. 81—84. — doi:10.1016/0370-2693(85)90744-0.
- Abraham J. et al. (The Pierre Auger Collaboration). Properties and performance of the prototype instrument for the Pierre Auger Observatory // Nuclear Instruments and Methods in Physics Research A. — 2004. — Vol. 523. — P. 50—95. — doi:10.1016/j.nima.2003.12.012.
- Abraham J. et al. (The Pierre Auger Collaboration). Observation of suppression of the flux of cosmic rays above 4x1019 eV // Physical Review Letters. — 2008. — Vol. 101. — P. 061101. — doi:10.1103/PhysRevLett.101.061101.